# سام نيكولسون
سام نيكولسون  (بالإنجليزية: Sam Nicholson)‏ (25 يناير 1995 أدنبرة اسكتلندا - ) هو لاعب كرة قدم اسكتلندي يلعب كلاعب وسط.

## روابط خارجية
- سام نيكولسون على موقع الاتحاد الإسكتلندي (الإنجليزية)
- سام نيكولسون على موقع الدوري الأمريكي (الإنجليزية)
- سام نيكولسون على موقع قاعدة بيانات كرة القدم.إي يو (الإنجليزية)
- سام نيكولسون على موقع Soccerbase.com (لاعب) (الإنجليزية)
- سام نيكولسون على موقع Soccerway.com (الإنجليزية)